# Paramideopsis susanae
Paramideopsis susanae är en kvalsterart som beskrevs av Smith 1983. Paramideopsis susanae ingår i släktet Paramideopsis och familjen Mideopsidae. Inga underarter finns listade i Catalogue of Life.